# 김도마
김도마(본명: 김수아, 1993년 3월 19일 ~ 2021년 3월 19일)는 대한민국 여자 가수이자 도마 멤버였다.

## 사망
- 2021년 3월 19일 본인의 생일날 사망하였다. 사인은 심장마비로 추정된다.

## 학력
- 푸른꿈고등학교 (졸업)

## 앨범
- 2017년 온스테이지 351번째
- 2017년 이유도 없이 나는 섬
- 2015년 도마 0.5

## 공연
- 2017년 복합문화공간 《Stage 生 Vol 7》
- 2017년 홍대벨로주 《이유도 없이 나는 섬으로 가네》
- 2018년 홍대롤링홀 《일상의 쉼표 첫 번째 이야기 오늘도 수고했어》
- 2018년 홍대롤링홀 《8월의 크리스마스 도마 X 여유와 설빈》
- 2018년 광주사직공원 《018 광주사운드파크페스티벌》
- 2018년 락왕 《배달 홍대 2탄 in 대구》